# Cadeia alimentar

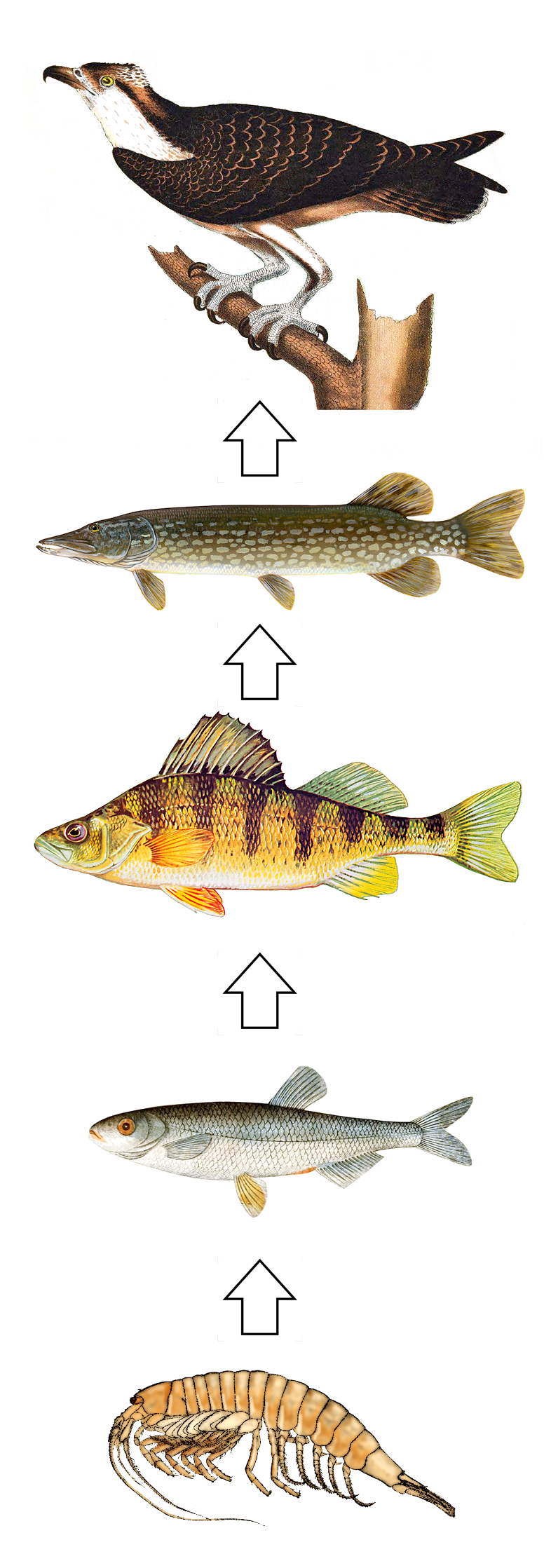
Cadeia alimentar em um lago sueco. A águia-pesqueira se alimenta de lúcios do norte, que por sua vez se alimentam de percas que comem crustáceos alburnetes.

Na cadeia alimentar, organismos estabelecem relação de alimentação em um ecossistema. A cadeia é composta por produtores, consumidores e decompositores. No meio ambiente, os seres vivos interagem entre si, transferindo matéria e energia por meio de nutrição. Essa sequência de seres vivos em que um serve de alimento para o outro pode ser chamada tanto de cadeia alimentar quanto de teia alimentar, sendo essa última denominação no caso de cadeias alimentares interligadas. 
O comprimento da cadeia alimentar é uma variável contínua que fornece uma medida da passagem de energia e um índice de estrutura ecológica que aumenta na contagem de valor progressivamente através das ligações de forma linear, desde os níveis mais baixos até os mais altos de trófico (alimentação). As cadeias alimentares são frequentemente usadas na modelagem ecológica (como uma cadeia alimentar de três espécies).São abstrações simplificadas de redes alimentares reais, mas complexas em suas dinâmicas e implicações matemáticas. Os ecologistas formularam e testaram hipóteses sobre a natureza dos padrões ecológicos associados ao comprimento da cadeia alimentar, como o aumento do comprimento aumentando com o tamanho do ecossistema, a redução de energia em cada nível sucessivo ou a proposição de que os longos comprimentos da cadeia alimentar são instáveis. 
Os estudos da cadeia alimentar têm um papel importante nos estudos de ecotoxicologia que traçam os caminhos e biomagnificação de contaminantes ambientais.
Produtores, como plantas, são organismos que utilizam energia solar ou química para sintetizar amido. Todas as cadeias alimentares devem começar com um produtor.  No mar profundo, cadeias alimentares centradas em aberturas hidrotermais e infiltrações frias existem na ausência de luz solar.  
As bactérias e as arqueias usam sulfato de hidrogênio e metano a partir de aberturas hidrotermais e infiltrações a frio como fonte de energia (assim como as plantas usam a luz solar) para produzir carboidratos; Eles formam a base da cadeia alimentar. Os consumidores são organismos que comem outros organismos. Todos os organismos em uma cadeia alimentar, exceto o primeiro organismo, são consumidores.

## Níveis tróficos
O primeiro nível trófico é constituído pelos seres autotróficos (seres vivos capazes de produzir o seu próprio alimento), também conhecidos por produtores, capazes de sintetizar matéria orgânica a partir de substâncias minerais e fixar a energia luminosa sob forma de energia química. Os organismos deste nível são as plantas verdes, as cianófitas ou cianofíceas (algas-azuis-verdes) e algumas bactérias que, devido à presença de clorofila (pigmento verde que dá cor à planta), podem realizar a fotossíntese. Estes organismos, por serem a base de toda a biodiversidade da terra, são também conhecidos como produtores primários.
Os níveis seguintes são compostos por organismos heterotróficos (não produzem o seu próprio alimento e por isso têm de obter a energia de que precisam a substâncias orgânicas produzidas por outros organismos). Todos os animais e fungos são seres heterotróficos, e este grupo inclui os herbívoros, os carnívoros e os decompositores.
Os herbívoros são os organismos do segundo nível trófico, que se alimentam diretamente dos produtores (por exemplo, a vaca). Eles são chamados de consumidores primários; os carnívoros ou predadores são os organismos dos níveis tróficos seguintes, que se alimentam de outros animais (por exemplo o leão). O carnívoro, que come o herbívoro, é chamado de consumidor secundário. Existem seres vivos que se alimentam em diferentes níveis tróficos, tal como o Homem que inclui na sua alimentação seres autotróficos, como a batata, e seres herbívoros como a vaca.
Os decompositores são organismos que se alimentam de matéria morta e excrementos, provenientes de todos os outros níveis tróficos. Este grupo inclui algumas bactérias e fungos. O seu papel num ecossistema é muito importante uma vez que transformam as substâncias orgânicas de que se alimentam em substâncias minerais. Estas substâncias minerais são novamente utilizáveis pelas plantas verdes, que sintetizam de novo matéria orgânica, fechando assim o ciclo de utilização da matéria.
Ao longo da cadeia alimentar há uma transferência de energia e de matéria orgânica. Estas transferências têm aspectos semelhantes, uma vez que se realizam sempre dos autotróficos para os níveis tróficos superiores (herbívoros, carnívoros e decompositores), mas existe uma diferença fundamental: os nutrientes são reciclados pelos decompositores, que os tornam disponíveis para os seres autotróficos sob a forma de minerais, fechando assim o ciclo da matéria, enquanto a energia, que é utilizada por todos os seres vivos para a manutenção da vida, é parcialmente consumida em cada nível trófico.
1. Produtores: são seres vivos que fabricam o seu próprio alimento através da fotossíntese, ou seja, são seres autótrofos. Os produtores são os primeiros da cadeia alimentar que não precisam se alimentar de outros organismos, por exemplo, as plantas, algas, vegetais e algumas bactérias.
2. Consumidores: São os seres heterótrofos, ou seja, não produzem o seu próprio alimento e por isso necessitam buscar em outros seres a energia para sobreviver.

Eles se alimentam dos produtores e dividem-se basicamente em:
- Consumidores primários (herbívoros)[11]
- Consumidores secundários (carnívoros)[12]
- Consumidores terciários (carnívoros)

Importante lembrar que nesse nível trófico estão os chamados detritívoros, isto é, animais que se alimentam de restos orgânicos, como abutres, urubus, moscas, etc.
3. Decompositores: Muito importante para o ciclo da cadeia alimentar, esses organismos se alimentam da matéria orgânica em decomposição dos seres mortos a fim de obter nutrientes e energia. Nesse processo, transformam a matéria orgânica em inorgânica, que será utilizada pelos produtores, recomeçando o ciclo. São eles: fungos, bactérias e alguns protozoários.

## Pirâmides Tróficas

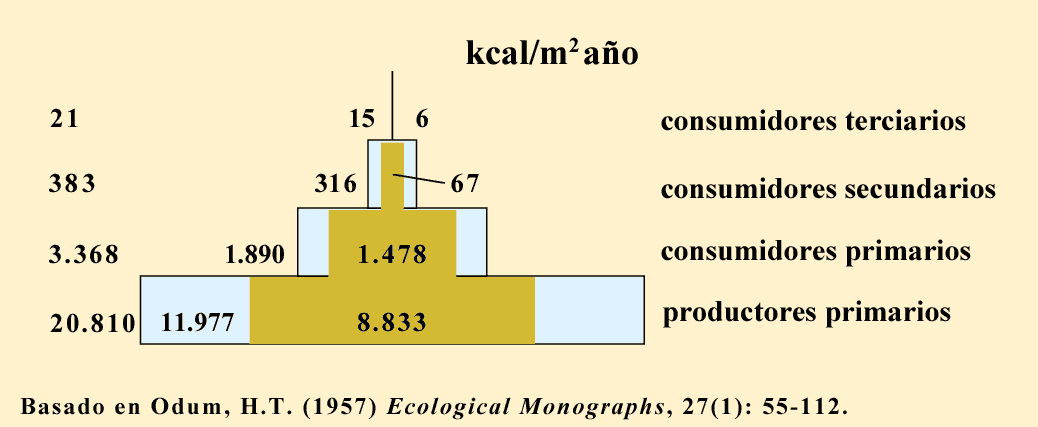

Pirâmide de energia: Na teoria, nada limita a quantidade de níveis tróficos que possa sustentar uma cadeia alimentar no entanto, há um problema. Apenas uma parte da energia armazenada em um nível trófico para o próximo nível. Isso ocorre, porque os organismos usam grande parte da energia que utilizam para realizar seus processos vitais, como respiração, movimento e reprodução. O resto da energia é liberada para o meio ambiente como calor: Apenas 10% da energia disponível dentro de um nível trófico é transferido para os organismos seguinte nível trófico. Por exemplo, um décimo da energia solar captada por grama acaba armazenado nos tecidos de vacas e outros animais de pasto. E apenas um décimo do que a energia, ou seja, 10% de 10%, ou 1%, no total, é transferida para as pessoas que comem carne. Portanto, os níveis mais existem entre o produtor e o consumidor o mais alto nível no ecossistema, menor a energia restante.
Pirâmide de números: Uma pirâmide ecológica também pode basear-se no número de corpos individuais de cada nível trófico. Em alguns ecossistemas, como é o caso da pradaria, a forma de pirâmide de números é igual para as pirâmides de energia e biomassa. No entanto, nem sempre é o caso. Por exemplo, em quase todas as florestas são menos produtores do que os consumidores. A árvore tem um monte de energia e biomassa, mas um único organismo. Muitos insetos vivem na árvore, mas tem menos energia e biomassa.
Também é importante manifestar este fenômeno com determinada frequência indiretamente quando foram contadas indivíduos de cada nível, mas aqui as exceções são mais frequentes e têm a ver com as grandes diferenças de tamanho entre organismos e tempos de geração diferentes, levando a pirâmides revertida. Assim, em alguns ecossistemas os membros de um nível trófico pode ser muito mais volumosos e / ou mais do que aqueles que dependem deles ciclo de vida. É o caso que vemos por exemplo em muitas florestas equatoriais onde os produtores primários são árvores de grande porte e são os principais herbívoros. Em tal caso, o menor número apresenta o menor nível trófico. Pirâmide eficaz também revertida quando as biomassas dos membros consecutivos são semelhantes, mas o tempo de geração é muito mais curto no nível trófico inferior; um caso podem muito bem ocorrer em ecossistemas aquáticos em que os produtores primários são os cianobactérias

## Imagens da cadeia alimentar

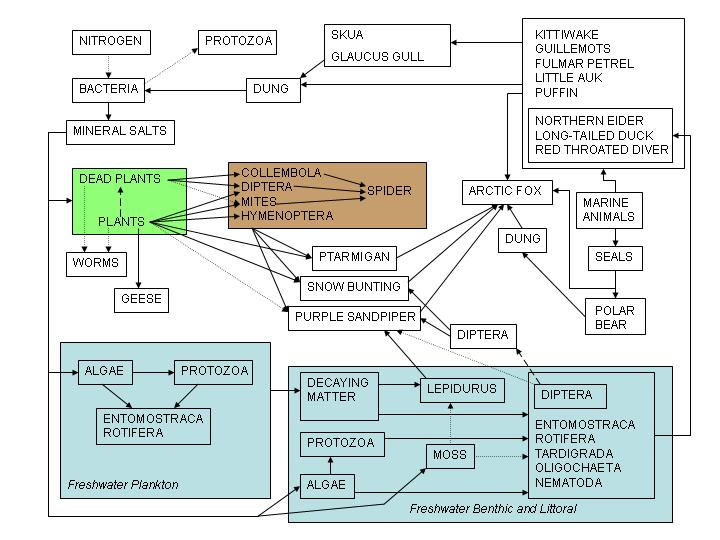
Exemplo de teia alimentar da Ilha do Urso.
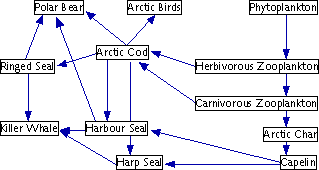
Teia alimentar do ecossistema do Ártico.
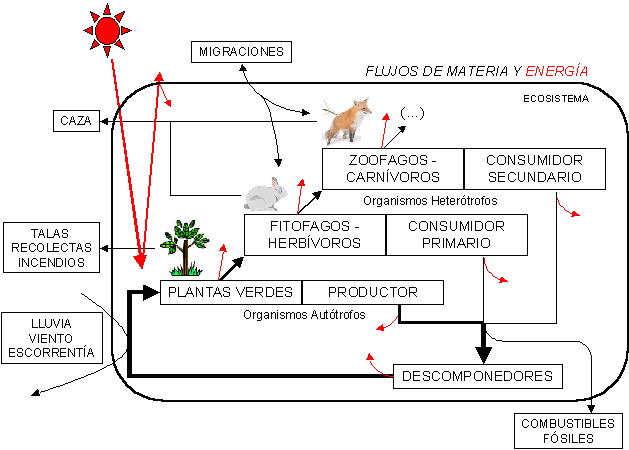
Fluxo de matéria e energia em uma teia alimentar.